# Lars Ulrich
Lars Ulrich (* 26. prosince 1963, Gentofte, Dánsko) je bubeník a zakladatel thrash metalové skupiny Metallica.

## Život

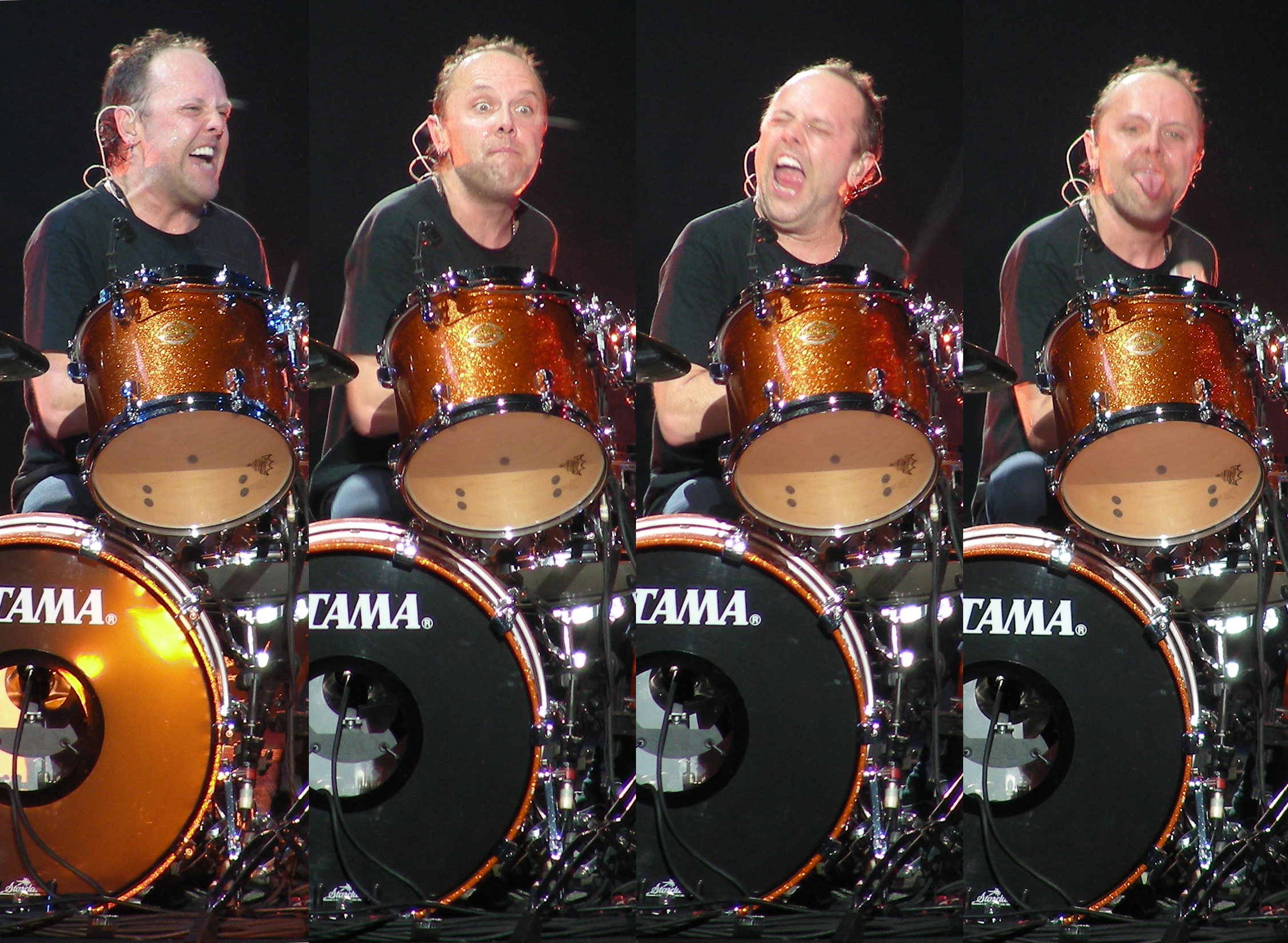
Koláž z roku 2009

U Metallicy je od jejího vzniku. Předtím nehrál v žádné jiné kapele, živil se jako pokladník u čerpací stanice nebo se zabýval papírováním. Narodil se v dánském městě Gentofte a vyrůstal v Kodani, proto skoro při každém koncertu má před svou bicí soupravou vyvěšenou dánskou vlajku. Většinu času se snažil jít v otcových stopách a hrál tenis. Jeho otec byl profesionální tenista. V 9 letech jej jeho otec vzal na koncert skupiny Deep Purple. Larse to uchvátilo a začal sbírat metalové a rockové desky. Největší vliv na něj měly kapely jako Diamond Head, výše zmínění Deep Purple, Motörhead a Iron Maiden. Když se v roce 1975 přestěhovali s rodinou do Newport Beach blízko Los Angeles, vzdal se sportu a začal bubnovat.
V 1976 přesvědčil svou babičku, aby mu koupila bubny. U svého kamaráda Briana Slagela, si zajistil místo na hudební kompilaci „Metal Massacre“, ale neměl žádnou skupinu, proto si do novin „Recycle“ dal inzerát a seznámil se s Jamesem Hetfieldem. James ho zpočátku nebral vážně, protože neuměl moc udržet rytmus a paličky mu vypadávaly z rukou. Nakonec to s ním ale zkusil.
Lars Ulrich sice vybojoval umístění mezi 100 nejlepšími bubeníky světa, ale názory na Larsovu hru se velmi různí. Zatímco jedna strana Larse vychvaluje, druhá (většinou profesionální bubeníci) kritizuje přílišnou nadhodnocenost a neobjektivnost v hodnocení Larse Ulricha jako bubeníka a označují ho jako "velmi populární průměrný bubeník". Na kompilaci se objevila píseň Hit The Lights. Do party ještě přibrali basáka Rona McGovneyho a kytaristu Davea Mustaina (současně Megadeth). Lars, i když není zpěvák, je považován za leadera kapely. Nejvíce dává rozhovory a po smrti Cliffa Burtona to byl on, kdo udržel Metallicu pohromadě. Je rozvedený a má dva syny Mylese (5. 8. 1998) a Laynea (6. 5. 2001). Lars o sobě řekl že je předvídatelný, spontánní, tvrdohlavý, hloupý a má písklavý hlas. Je také vegetariánem.

## Vybavení
Lars je firemním hráčem značky bicích nástrojů Tama, činelů Zildjian, blan Remo a výrobce paliček Ahead.

#### Bicí Tama - Starclassic Maple - Yellow Black
22"x16" - basový buben (2x)
10"x8" - Tom
12"x10 - Tom
16"x14" - Floor Tom
16"x16" - Floor Tom
14"x6,5" - Snare (signature)

#### Činely Zildjian
17" Crash A Custom Projection (2x)
18" Crash A Custom Projection
19" Crash A Custom Projection
18" China Oriental Trash
20" China Oriental Trash

#### Paličky
Regal Tip 5B Hickory Signature (1981 - 1994)
Ahead Lars Ulrich Signature (1994 - dodnes)